# Peter Chambers
Pour les articles homonymes, voir Chambers et Peter Chambers (homonymie).
Peter Chambers, né le 14 mars 1990 à Ballymoney, est un rameur d'aviron britannique. Il est le frère du rameur Richard Chambers.

## Palmarès

### Jeux olympiques
- 2012 à Londres,  Royaume-Uni
  -  Médaille d'argent en quatre sans barreur poids légers

### Championnats du monde
- 2011 à Bled,  Slovénie
  -  Médaille d'or en deux sans barreur poids légers